# Yak-25 (航空機・2代)
Yak-25
- 用途：迎撃機、偵察機
- 製造者：A・S・ヤコヴレフ記念試作設計局
- 運用者：ソ連空軍、ソ連防空軍
- 初飛行：1952年6月19日
- 生産数：483 + 155機
- 運用開始：1955年
- 退役：1967年

Yak-25（ロシア語: Як-25）は、後退翼およびターボジェットエンジンを備えた迎撃機・偵察機である。ソビエト連邦で使用された。北大西洋条約機構（NATO）が使用したNATOコードネームでは、フラッシュライト-A（英語: Flashlight-A）およびマンドレイク（Mandrake）と呼ばれた。

## 設計と開発
Yak-25は、元々ソ連の北部と東部地域を防衛する長距離迎撃機の要求から開発された。複座、双発のジェット戦闘機とその派生型の偵察機の仕様は、1951年8月6日に発行された。この機体は新しいAM-5 ターボジェットエンジンを装備する予定であった。試作初号機のYak-120は1952年6月19日に初飛行を行った。
新しい設計では、胴体の内部空間を、搭乗員スペースと相当量の燃料を搭載するスペースに割り当てるため、エンジンは主翼に懸架するポッド内に収納し、降着装置を翼端および胴体に直列する自転車式の配置にすることで、無給油（外部増槽付き）で約2,560 km (1,600 mi) の航続距離を持たせることができた。大きくずんぐりした形状の機首レドームには空中迎撃レーダーを搭載しており、武装として各50発の弾丸を有する2門のN-37L機関砲を備えていた。
幾つかの顕著な問題があったにもかかわらず1953年に量産許可が下り、最初の機体は1954年に生産された。Yak-25と命名された初期生産型は翌年に配備されたが、「ソーコル」レーダーの問題のために作戦運用ができる状態には無かった。このため初期型は代替としてRP-1D「イズムルート」（NATOコードネーム: ハイ・フィックス）照準レーダーの改造型を使用した。ようやくRP-6「ソーコル」が使用可能となるとこれを搭載した新しい機体はYak-25Mと命名され、1955年1月から配備が開始された。Yak-25Mは、機関砲のリコイルダンパーの装着、改良型のAM-5A エンジン（同一推力）への換装、搭載燃料の多少の増加といった幾つかの改良が施されていた。1955年と1956年に数機のYak-25Mが空対空ミサイルのテストベッド機に改装された。
Yak-25の派生型である高高度偵察機Yak-25RV（NATOコードネーム: マンドレイク）が1959年に開発された。この機体は全く新しい長さ23.4 m（迎撃機型Yak-25Mの2倍以上）、翼面積55 m2の直線翼の主翼を持っていた。胴体にはカメラ/センサー・パックが追加され、機関砲が1門残された型があった可能性がある。
高高度での少なくないエンジンの不具合、過度の振動、搭乗員に重労働を強いる質素な装備機器といった不具合のために、低翼面荷重であったにもかかわらずYak-25RVの高高度性能はせいぜい許容範囲内といった程度であったが、ソ連空軍はこの機種を1974年まで使用し続けた。放射能汚染測定のために特殊センサーを装備して1970年代末に使用された数機はYak-25RRVと命名された。Yak-25RVを高高度迎撃機型Yak-25PAとする開発の努力は実らなかった。
派生型Yak-26は爆撃機として開発されたが、僅か9機しか製造されなかった。
1961年に高高度標的機として軽量化したYak-25RVの派生型が製造された。このYak-25RV-Iは、武器を使用（実弾射撃無し）しない迎撃演習時に使用する有人標的機として、またYak-25RV-IIは遠隔操作ドローンとして使用された。
406機のYak-25Mと、10機のYak-25R偵察機を含む483機がサラトフの工場で生産され、これに加えて155機のYak-25RV高高度偵察機が生産された。

## 運用の歴史

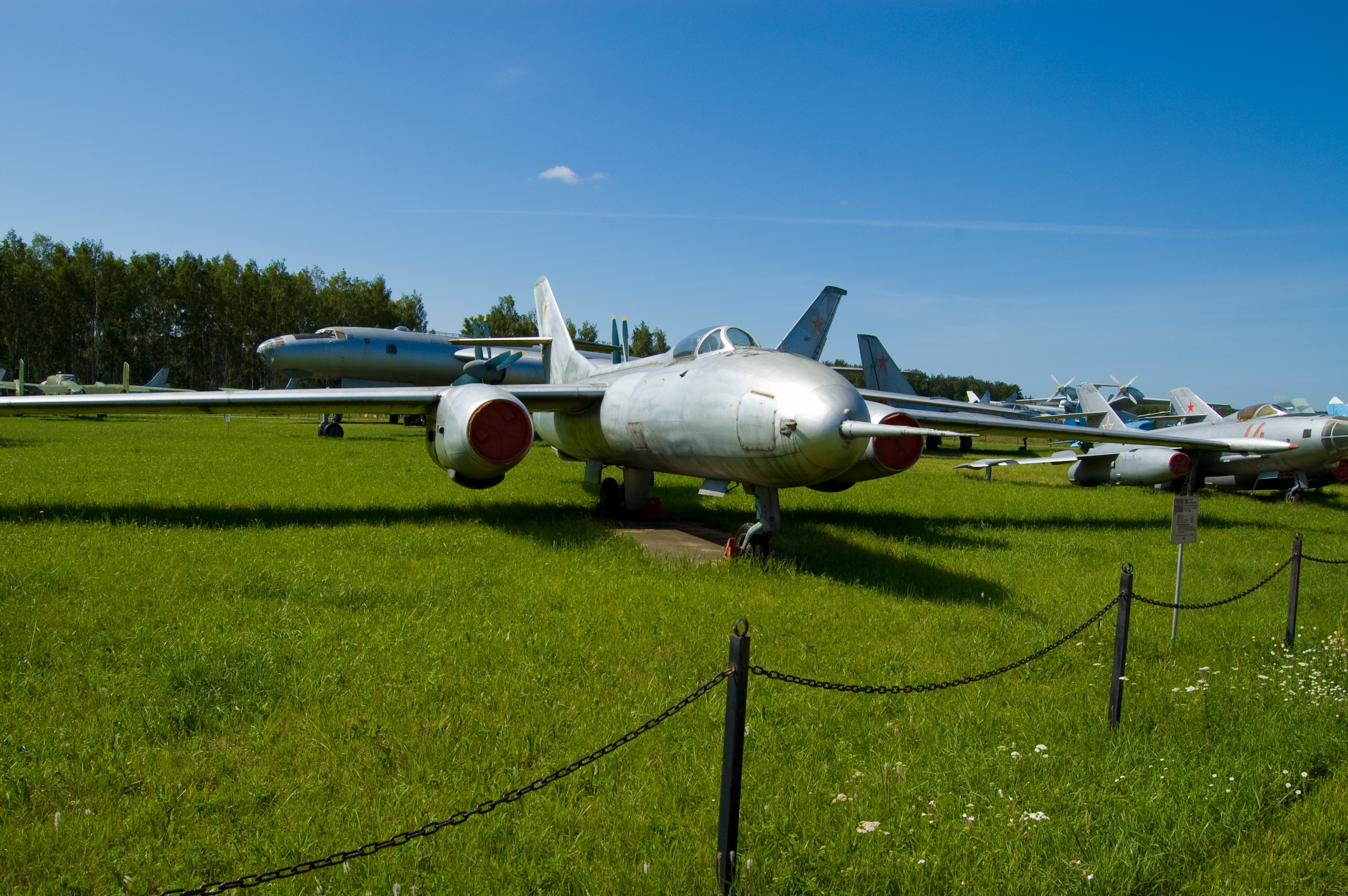
Yak-25RV マンドレーク

Yak-25は1955年7月にツシノで展示され、NATOコードネーム「フラッシュライト-A」を与えられた。1955年から防空軍部隊に配備が開始され、操縦の容易さによって搭乗員から人気の機体となった。駐機の際の接地状態では、エンジン位置が低いことに起因するエンジン損傷が頻繁に発生したために、整地された滑走路が必要とされたが、双発機であったために致命的な事故に至ることはほとんどなかった。
1963年から退役が始まり、最後のYak-25迎撃機は1967年に退役した。偵察機型の'マンドレーク'は1970年代末まで様々な任務に就いていた。冷戦時代のその他多くのソ連防空軍（PVO）の迎撃機と同様、Yak-25Mはワルシャワ条約機構加盟国や他国へは輸出されなかった。
Yak-25と命名された航空機は1947年の軽戦闘機の試作機にもあった。競作でMiG-15とLa-15に敗れると最初のYak-25の開発計画は破棄され、Yak-25の名称は新しい迎撃機に再利用された。この最初の機体についてはYak-25 (航空機・初代)の記述を参照。

## 派生型

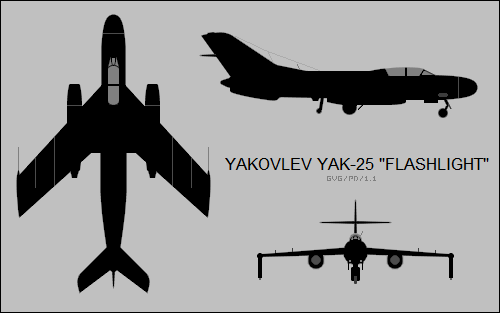
Yak-25 フラッシュライト

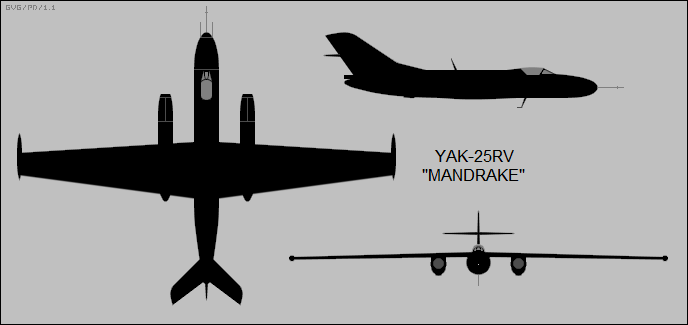
Yak-25RV マンドレーク

Yak-25
RP-1D 「イズムルート」レーダーを装備した最初の量産型。67機製造。
Yak-25B
計画された「Yak-125」戦術核爆撃機の試作機の量産型。
Yak-25M
幾つかの細かな改良とAM-5A エンジンへの換装、新しいRP-6「ソーコル」レーダーを搭載した基本量産型。406機製造。
Yak-25MG
Yak-25Mの中には地上要撃管制任務用に地上基地から（自動操縦を介して）管制できるように「ゴリゾーント-1」装置を装備した機体があった。
Yak-25RV NATOコードネーム "マンドレーク"
新しい主翼と胴体にカメラとセンサーパックを搭載した高高度偵察機型。機関砲1門が残された機体もあった。155機製造。
Yak-25RR
Yak-25RV 放射能汚染を測定する特製センサーを装備
Yak-25RRV
Yak-25RV 特製のシギント用センサーを装備
Yak-25RV-I
実弾不使用の迎撃訓練用の有人標的機
Yak-25RV-II
実弾迎撃訓練用の遠隔操縦標的機

### Yak-25系の試作機と計画機

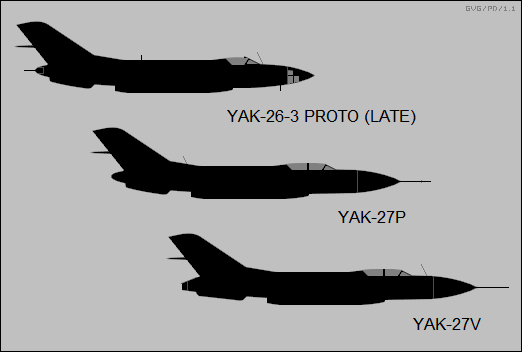
Yak-26-3、Yak-27PとYak-27V

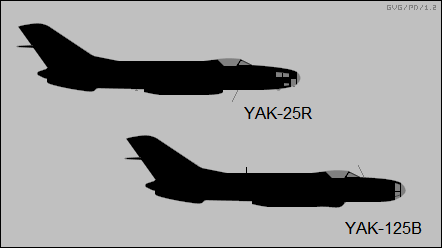
Yak-25RとYak-125

Yak-2AM-11
エンジンを2基のAM-11（R-11）に換装した偵察機と戦術偵察機の計画機。R-11がMiG-21用に割り当てられたためキャンセル。
Yak-13
Yak-120の前任の機体。製造されず（名称は1946年の小型遊覧機に再使用）
Yak-25K
Yak-25Mから機関砲を外し、「イズムルート」レーダーとエンジンポッド内側の主翼下に装着した4発のRS-1U（NATOコードネーム: AA-1 "アルカリ"）レーダー誘導ミサイルで構成されるYak-25K-5 兵装システムを装備。少数機が製造。
Yak-25K-7L
Yak-25M のK-7L ミサイル用テストベッド機。この兵装は配備されずこの型の開発も破棄された。
Yak-25K-75
Yak-25MのK-75 ミサイル用テストベッド機。この兵装は配備されずこの型の開発も破棄された。
Yak-25K-8 (Yak-25S K-8)
2機のYak-25Kが 2発のK-8（NATO名称：AA-3 'アナブ'）ミサイルを搭載するYak-25K-8兵装システムのテストベッド機に改装。2機のYak-25M (Yak-25S K-8) がK-8ミサイル搭載テスト用に改装されたが、Yak-28Pが登場したために開発中止。
Yak-25L (飛行研究所)
射出座席のテスト用テストベッド機。
Yak-25MR （海上偵察機）
海上偵察機の試作機。
Yak-25MSh
無線操縦式標的機の試作機。新規に量産はされず、既存機の退役後に多数が改装されたが、MSh という名称は付されなかった。
Yak-25PA （気球迎撃機）
Yak-25RVの高高度気球迎撃機型。試作機のみ。
Yak-25R（複座二重操縦装置機）
2人目の搭乗員（航法士）用にガラス張り機首と2基のカメラを装備。23 mm 機関砲で武装。前量産型が10機製造。コード名「マングローブ」
Yak-26
戦術核爆撃機用の開発機。9機製造。
Yak-120M
ミクリン AM-9A（AM-5に0段コンプレッサーを追加した環状筒形燃焼室とアフターバーナーを備えたエンジン）に換装し、武装とアビオニクスに改良を加えたYak-120。
Yak-120MF
RD-9F エンジンのテストベッド用に改装されたYak-120M。
Yak-122
2機のRD-9F ターボジェットエンジンを装備したYak-25から発展した戦術偵察機の試作機と「Yak2AM-11」計画機。この機体は「Yak-27R」戦術偵察機の試作機に転換された。
Yak-123
Yak-26戦術核爆撃機の試作機。
Yak-125B
「特別懸架兵装」を装備したYak-25B戦術核攻撃機の試作機に設計局が与えた名称。
Yak-SM-6
K-6 AAMのテスト用に改装されたYak-25、ミサイルの開発がキャンセルされた後で他のテスト用に使用。2機製造。

## 運用
ソビエト連邦
- ソ連空軍
- ソ連防空軍

## 要目
- 乗員：2名
- 全長：15.67 m (51 ft 5 in)
- 全幅：10.94 m (35 ft 10 in)
- 全高：4.4 m (14 ft 5 in)
- 翼面積：28.94 m2 (311.51 ft2)
- 翼面荷重：327 kg/m2 (67 lb/ft2)
- 空虚重量：5,675 kg (12,510 lb)
- 全備重量：8,675 kg (19,125 lb)
- 最大離陸重量：9,450 kg (29,760 lb)
- 推力重量比：0.53
- エンジン：2 × ミAM-5 ターボジェットエンジン、23 kN (5,000 lbf)
- 最大速度：1,090 km/h (680 mph)
- 航続距離：2,700 km with external tank (1,687 mi)
- 巡航高度：15,200 m (50,000 ft)
- 上昇率：30 m/s (5,960 ft/min)
- 武装：
  - 機関砲：2 × N-37L（各50発）